# بيل فينغر
ويليام بيل فينغر (بالإنجليزية: Bill Finger)‏ (8 فبراير 1914 في دنفر - 18 يناير 1974) كان مؤلف رسوم أمريكي. من بين أعماله التي اكتسبت شهرة عالمية هي سلسلة باتمان. أول قصص رسوم طبعت له عام 1938. كتب خلال حياته العملية أيضاً لسوبرمان، والفانوس الأخضر، وكابتن أمريكا وغيرها.

## روابط خارجية
- بيل فينغر على موقع IMDb (الإنجليزية)
- بيل فينغر على موقع الموسوعة البريطانية (الإنجليزية)
- بيل فينغر على موقع ألو سيني (الفرنسية)
- بيل فينغر على موقع قاعدة بيانات الأفلام السويدية (السويدية)
- بيل فينغر على موقع قاعدة بيانات الفيلم (الإنجليزية)
- بيل فينغر على موقع كينوبويسك (الروسية)